# Milan Slepička
Milan Slepička (10. ledna 1939 Pardubice – 6. září 2023 Praha) byl český herec.

## Životopis
Milan Slepička se narodil v roce 1939 v Pardubicích. V hereckém angažmá se stal členem kladenského divadla, s alternacemi v Laterně magice (nová scéna Národního divadla) v představení Vidím nevidím, účinkoval také v Divadle Na Perštýně. Byl hlasem televizní soutěže Big Brother. Daboval postavu Horsta Herzbergera v seriálu Kobra 11, v seriálu Simpsonovi starostu Quimbyho, Garyho Chalmerse a Kirka Van Houtena, ve filmu Harry Potter a Ohnivý pohár (2005) Bartyho Skrka i krále Thróra ve filmu Hobit: Neočekávaná cesta (2012).
V interview pro Parlamentní listy vyjádřil v roce 2011 svoji výraznou nespokojenost s politikou. Z tohoto důvodu byl také členem Československé strany socialistické. Po několika letech odešel ze strany. Milan Slepička měl dvě děti a tři vnoučata.
Jeho dcerou je Lenka Hornová, scenáristka, dramaturgyně, redaktorka a moderátorka pořadů Prásk! a Občanské judo a seriálu Ordinace v růžové zahradě TV Nova a seriálů TV Prima Slunečná nebo Zoo.

## Herecká filmografie
- Bylo čtvrt a bude půl (1968)
- Krvavý román (1993)
- Dům poslední radosti (1996)
- Kalná řeka (2000)
- Chytit vítr (2001)
- Interview (2003)
- Within (2005)
- Bathory (2008)

## TV seriály
- Zdivočelá země (1997)
- Ordinace v růžové zahradě (2005)
- Čapkovy kapsy (2011)
- Helena (díl Manželské rodeo) (2012)
- Gympl s (r)učením omezeným (2013)
- Nevinné lži (2013)
- Doktoři z Počátků (2013)
- V.I.P. vraždy (díl Muž, který se vypařil) (2016)
- Modrý kód (2017)
- Ohnivý kuře (díl Nemoci a pomoci) (2018)
- Kadeřnictví (díl Je sex z povinnosti zabiják vztahu?) (2018)
- Černé vdovy (díl 7) (2019)
- Slunečná (2020)
- Sestřičky (2020)
- Zoo (2021–2023)

## Hudební videoklipy
- Marek Ztracený – Stačí věřit (2019)

## Dabingové role (výběr)
- 12 úkolů pro Asterixe (šéfkuchař, indiánský náčelník) (1995)
- Příběhy Alfreda Hitchcocka (různé malé role) (2000)
- Simpsonovi, Simpsonovi ve filmu (Gary Chalmers od 12. řady, starosta Quimby od 15. řady, Kirk Van Houten)
- Kobra 11 (Horst Herzberger) (2004–2010)
- Harry Potter a Ohnivý pohár (Barty Skrk) (2005)
- Madagaskar, Madagaskar 2, Madagaskar 3 (Skipper)
- Star Trek V: Nejzazší hranice (Scotty) (2010)
- Toy story 3: Příběh hraček (knihovník) (2010)
- Tučňáci z Madagaskaru (Skipper) (2010)
- X-Men: První třída (ministr zahraničí) (2011)
- Doba ledová 4: Země v pohybu (Průvodce v Žaludoatlantidě) (2012)
- Hobit: Neočekávaná cesta (král Thrór) (2012)
- Stoletý stařík, který vylezl z okna a zmizel (Pim) (2014)
- Katie Fforde: Stále při tobě (Dave Summers) (2014)
- Herkules: Zrození legendy (učitel Chiron) (2014)
- Hercule Poirot: Velká čtyřka (George) (2014)
- Hercule Poirot: Opona – Poirotův poslední případ (George) (2014)
- Hercule Poirot: Hra na vraždu (Henden) (2014)
- Průměrňákovi (6. řada) (Tag Spence) (2015)
- Zootropolis: Město zvířat (Jerry Jumbeaux Jr.) (2016)
- Ave, Caesar! (Marcuse) (2016)
- A zase ti Mupeti! (sweetums) (2018)
- Muppets: Vánoční koleda (orel Sam) (2018)